# Pequeñas historias de la Gran Guerra
Pequeñas historias de la Gran Guerra es una antología de las crónicas que el periodista y escritor Enrique Gómez Carrillo publicó durante la Primera Guerra Mundial. Por su labor periodística le fue concedida la cruz de la Legión de Honor. La editorial Libros de la Ballena ha publicado sus crónicas en 2011. 

## Contexto
Enrique Gómez Carrillo fue invitado por el Gobierno francés al frente occidental como corresponsal del periódico español El Liberal. Durante el tiempo que estuvo allí (1914-1918) el escritor recogió sus impresiones y visitó campos de batalla, trincheras, hospitales, campos de prisioneros, etc. Su intensa labor periodística y su penetrante capacidad de observación le valieron el apodo de Príncipe de los cronistas.